# Planchonella guillauminii
Planchonella guillauminii là một loài thực vật có hoa trong họ Hồng xiêm. Loài này được H.J.Lam miêu tả khoa học đầu tiên năm 1942.